# Distrito de Puerto Príncipe
El distrito de Puerto Príncipe (en francés arrondissement de Port-au-Prince; y en criollo haitiano: awondisman Pòtopens) es una división administrativa haitiana, que está situada en el departamento de Oeste.

## División territorial
Está formado por el reagrupamiento de ocho comunas:

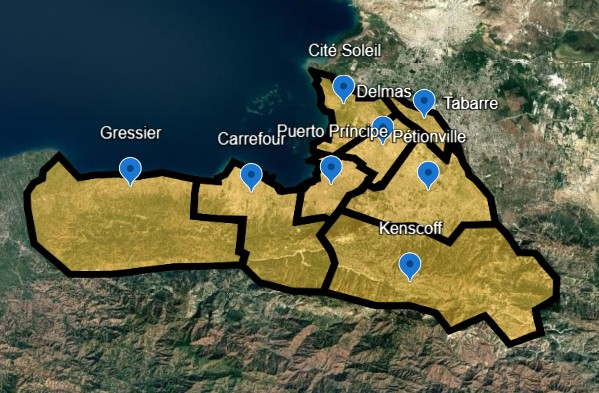
Comunas de Puerto Príncipe.

- Carrefour
- Cité Soleil
- Delmas
- Gressier
- Kenscoff
- Pétionville
- Puerto Príncipe
- Tabarre